# ماتي براون
ماتي براون (بالإنجليزية: Matthew Brown)‏ هو لاعب كرة قدم بريطاني في مركز الدفاع، ولد في 15 مارس 1990 في إنجلترا في المملكة المتحدة. لعب مع نادي تشيسترفيلد ونادي ساوثبورت.

## وصلات خارجية
- ماتي براون على موقع قاعدة بيانات كرة القدم.إي يو (الإنجليزية)
- ماتي براون على موقع Soccerbase.com (لاعب) (الإنجليزية)
- ماتي براون على موقع Soccerway.com (الإنجليزية)